# 制剛流
制剛流（せいごうりゅう）は、水早長左衛門信正が開いた俰、居合の流派。

## 歴史
制剛流とは、制剛という名の僧から俰（やわら）を学んだ水早長左衛門信正が開いた流派である。水早長左衛門は京都の人で豊臣秀吉に仕え、のち浪人して摂津に住したと伝えられる。
制剛流二代目、梶原源左衛門直景は水早長左衛門信正より制剛流の俰組討の術を学んだ。梶原源左衛門は制剛流の他に河上流、浅山一伝流、竹内流、難波流、一無流、戸田流平法、鐘巻流等を極めてた
。後に制剛流俰を中心として浅山一伝流捕手、竹内流捕手、難波流、一無流、河上流捕手の伝を纏めたとされる。
雑誌『極意』（1997年春）の記事によると、空手家の藤本貞治（国際空手道尚武会会長）は古武道統成会という団体で戸田という師範から制剛流の柔術を学んだという。記事では、切紙以上の者に伝授される捕手五本（骨法、移回、奏者捕、未来詰、筏流、大小詰）を紹介している。相手が帯刀しているものとして常に右手を使わせないことを眼目としている。また、倒れかかってくる相手を半座の姿勢で受け留める鍛練法や米を入れた袋に当て身をする稽古などがあった。藤本貞治が学んだ制剛流の伝系は不明である。

## 内容
捕手、俰、抜刀術、捕縄術、小具足や角手、十手等の捕手道具も伝える。
系統によって体系が異なっていた。

### 俰五身傳
制剛流各系統に見られる水早長左衛門尉信正から始まる系譜が記された目録である。
系統によって形の順番、名称、本数が異なっている。

#### 梶原源左衛門の俰五身傳
宝山寺に所蔵されている梶原源左衛門の俰五身傳。
誘引、移、横雲、隨加、早足
掛合、塾、身流、小髪、居敷
引居、曝、八方、揚合、頭合
写、稲妻、三所詰、腰合、佛倒

#### 増嶋源五兵衛の俰五身傳
宝山寺に所蔵されている梶原源左衛門の弟子の増嶋源五兵衛が記した俰五身傳。
誘引、移、隨加、塾、早足
十文字、横雲、八方、掛合、引居
曝、腰合、居敷、写、揚合
稲妻、三所詰、小髪、身流、佛倒

#### 制剛流俰之書
東京国立博物館に所蔵されている猪谷忠蔵系の『制剛流俰之書』に記された目録。
誘引、移、十文字、引居、折敷
八方、稲妻、懸合、捩出、頭合
捨橋、揚合、腰合、三所詰、曝
浦之波、藤搦、冩シ、小車、身流
山櫻、佛倒

### 諸流捕手の目録
梶原源左衛門が学んだ捕手の目録である。水早長左衛門信正から学んだ制剛流の他に一伝流、難波流、竹内流、一無流、河上流の捕手を学んでいた。

#### 一傳流捕手目録
向詰、御前詰、壁添、奏者詰、四方詰
後詰、風呂詰、見當詰、腰之廻
立合
雪摺、矢倉、杦倒、十手
1. 浅山一傳
2. 浅山一存
3. 梶原源左衛門

#### 難波,竹内,一無 右諸流捕手目録
骨法、向詰、中〆、脇捕、酌捕、未来詰、必死、留捕、折返、知見詰、大殺
立合
筏流、車返、羽返、大小詰

#### 河上流捕手目録
移廻、引捨、羽畨折、剣當詰、腰廻
立合
靭付、引立、二刀、戸脇、入身
1. 河上伊左衛門
2. 梶原源左衛門

### 尾張藩梶原家の体系
梶原家の俰仕方口伝集に記されている制剛流の体系である。
表（捕手、俰の表）
骨法、移廻、引捨、御前詰、車捕
奏者捕、酌捕、壁添、脇捕
後捕
未来詰、後詰、羽返折、留詰、折詰
立合
筏流、靭付、車捻、大小詰、天狗倒
杉倒、引合、行釣
小具足
一文字、十文字、捻返、𩋙返、拳切
引落、衝留、脇挾、都含変、相捕
七夕、夢枕、寝乱髪、除、笛巻
笛搦、捻誥、夢想捻、柄捻、蹈留
負留、小車、薄倒、鐺捻、鐺返
浦波、庵、鉄門、腰挾
堅
片羽節、両羽節、左右直、挫、居込
大居込、姥括、如犬堅、向羽節、引延
大殺、有為曲、顚膝楺、相抜両羽節、鳥子詰
二人引立
縄
早縄、五法、落花、千鳥、十文字、村雲、六道、籠破、舩中、微塵、山嵐、四海、羽返拊
俰手続
引分、手車、引落、莟、巴
連華、膝車、肘直、膝定、牛角
水巻、折、扱、拈、請
俰組合
移、引居、挫、横雲、隨加
懸相、身流、瀑、誘引
俰羽手十七ヶ条
十文字、三所詰、居敷、振出、捨橋
小髭、頭合、腰合、八方、早足
揚相、藤搦、寫、山桜、蜘蛛
袖捕、稲妻

## 系譜
数多くの伝系が存在したがその一例を記す。
- 制剛僧
- 水早長左衛門信正 
  - 梶原源左衛門直景（尾張）
    - 梶原源左衛門景明
      - 梶原猶右衛門景政
        - 梶原久右衛門景益
          - 梶原直之進景慶
            - 梶原弥市右衛門景長

          - 中根庄兵衛政種

        - 長尾文蔵

      - 大森武左衛門
      - 長尾爲左衛門景侣
        - 村上市兵衛政明
          - 大田次右衛門通泰
          - 太田文治道泰
            - 小川万治

          - 伊藤周左衛門尉繁友
            - 伊藤榮喜政友
              - 後藤鐐三郎

          - 高橋中治尉光慶
            - 高橋曽平久道

        - 近藤弁助
        - 高橋中治尉光慶
        - 山内仙蔵政前
          - 山内五郎作政善

      - 高木理兵衛正房
        - 石原弥平次

      - 大橋源右衛門政章
        - 大橋喜之助政長
          - 長岡重郎右衛門房虞
            - 長岡五左衛門房英

    - 小野田権左衛門直政（米沢藩）
    - 増嶋源五兵衛清光
      - 増嶋判右衛門清通
        - 梶原五郎助景也
          - 村上善太夫義浮
            - 村上善藏
              - 山本郷右衛門

      - 武衛市郎左衛門義樹（武衛流）
        - 斎藤善右衛門清巴
          - 新村弥七郎安利宗雲
            - 新村伝五右衛門安平
              - 神谷又右衛門
                - 中村留吉

      - 竹田八郎

    - 里村隨心入道政氏（隨心流）
      - 高橋隨悦諸氏
        - 林庄兵衛諸屋
          - 富永武太夫兼里

      - 和田十郎右衛門正重（和田隨心入道正重、和田随可入道重永）
        - 肥塚勘七郎重信
          - 小野次右衛門尉政高
            - 小野次惣次則辰
              - 小野七郎七重辰（一角流捕手師範）
                - 小野總吉則重
                  - 小野形助辰祖
                    - 小野次惣次則任
                      - 小野形七則文

        - 森川武兵衛高政（霞新流）
        - 脇坂源左衛門
        - 竹本杢左衛門正武
          - 松田仁三郎

      - 中江川清右衛門
        - 堀田治太夫之高
          - 高津貞三郎之重

    - 安藤玉右衛門
      - 駒林文之右衛門

    - 田島助十郎重安
    - 村田一郎左衛門
    - 前田文右衛門
    - 風呂随迦（江戸）
    - 永井金兵衛
    - 服部彦助玄忠
    - 猪谷忠蔵之和（猪谷宗弘）
      - 猪谷只四郎和充（猪谷流）
        - 猪谷只四郎和賢
          - 猪谷和之
          - 近藤彦右衛門

        - 近藤彦右衛門之正
        - 井上仲八郎
        - 服部半四郎忠胤
        - 辰巳長左衛門茂済
          - 辰巳只左衛門実久
            - 辰巳長左衛門重候
              - 辰巳正吉重正
              - 伊藤伴左衛門為辰
              - 市野文太左衛門為詳
                - 市野貞四郎為行

        - 宮崎只右衛門重職睡鴎（制剛心照流）
          - 宮崎岡右衛門重員
            - 宮崎只右衛門重美

          - 梶彌平太
            - 加藤久兵衛
            - 牧野彌右衛門重帯
            - 雨宮喜平次長和

        - 津金覚左衛門政巴
          - 福田助左衛門

        - 伊藤助左衛門為治
        - 本郷源左衛門

      - 羽田野正左衛門
        - 野田九兵衛
          - 細野忠右衛門
            - 石出源八
              - 牛込五觀斎
                - 牛田令觀斎（心照流捕手柔組討）

    - 水谷武右衛門茂啓
      - 荒木平助

  - 僧慈眼（慈眼流）

流祖からの伝系が不明の系統
- 逸見七郎左衛門信里（筑前）
  - 逸見孫太郎喜治
    - 大貫武左衛門智喬
- 堀安憲（堀安家は代々制剛流俰を伝えた。）
  - 堀安成文（制剛流15代目、講道館柔道五段。鳥取県米子市上福原に礎道館を設立。）
  - 堀安修文
  - 堀安希文
- 本多貞廉（愛知県愛知郡）
- 泉仙介正光（村松藩）
- 柴田金右衛門直可（高田藩）
- 丸山良玄（村上藩の和算家）